# Markleeville
Markleeville är administrativ huvudort i Alpine County i Kalifornien. Orten har fått namn efter bosättaren Jacob J. Marklee. Vid 2020 års folkräkning hade Markleeville 191 invånare.